# Alvo metálico

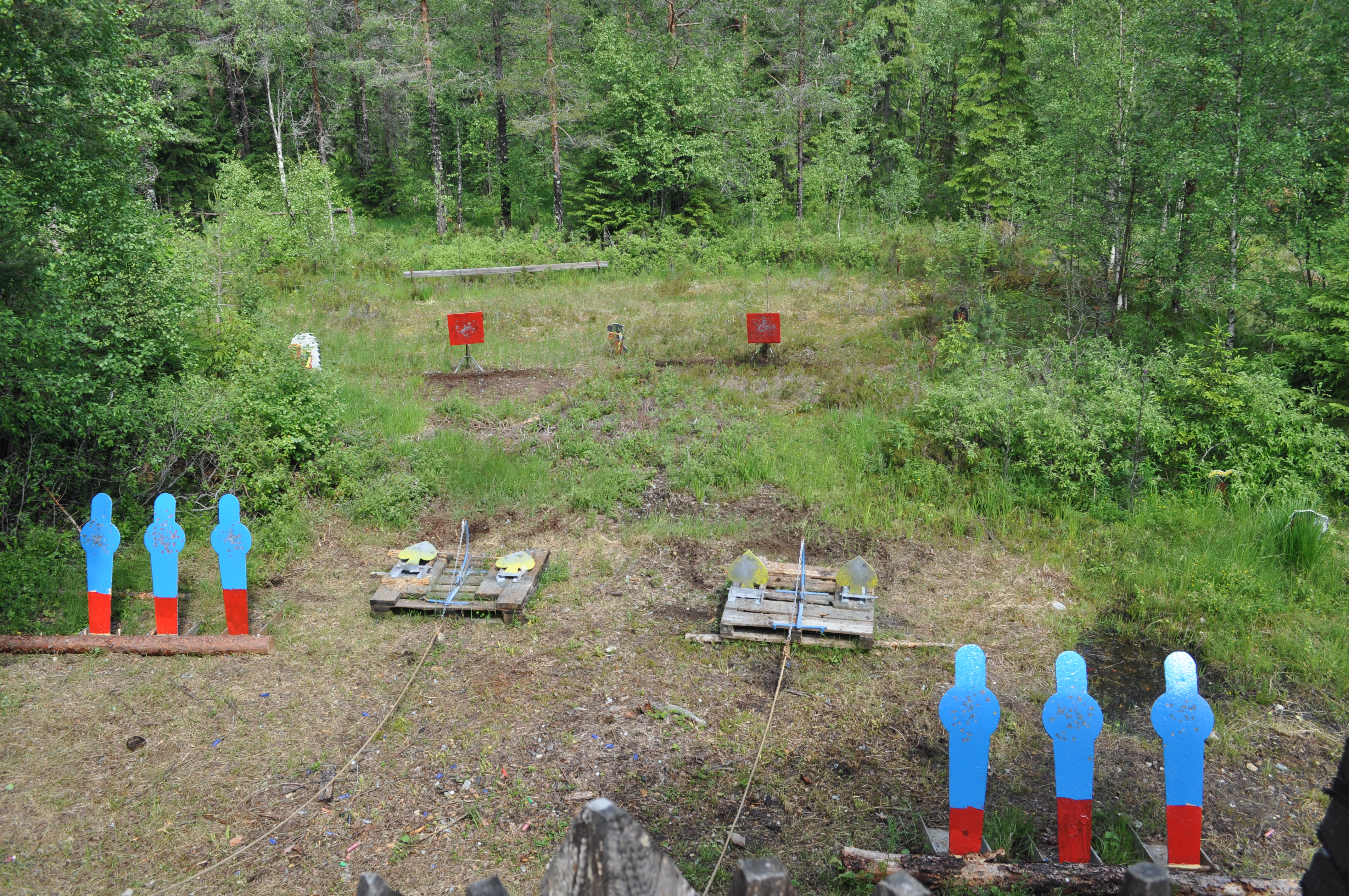
Alvos de aço configurados para uma competição CAS (Cowboy Action Shooting). O atirador dispara armas diferentes para alvos diferentes, neste caso, usando um rifle nos alvos vermelhos e revólveres nos alvos azuis.

Alvos metálicos, são tipos especícos de alvos de tiro, normalmente feitos de aço endurecido (martensítico) e são usados em esportes de tiro, tanto com armas de fogo, quanto com armas de pressão.

## Características
Eles são utilizados na prática de tiro instrucional, de lazer e de competição, tais como: silhueta metálica, Cowboy Action Shooting, tiro prático, tiro de longo alcance e Hunter Field Target (HFT), bem como tiro ao alvo.
Eles são populares tanto em treinamentos quanto em competições porque o atirador recebe feedbacks visuais e acústicos instantâneos com um impacto bem-sucedido e também pode confirmar visualmente os acertos ao ver a bala sendo pulverizada, deixando uma marca na pintura da superfície ou movendo/derrubando o alvo (alvo reativo).
Pendurar chapas de aço (coloquialmente chamadas de "gongos") ou alvos de aço com resset automático ou manual, também tem a vantagem de que o atirador não precisa avançar até eles para "tampar os buracos". E como são extremamente fortes, mesmo sendo muito exigidos, duram bastante, resistindo inclusive às intempéries.

## Precauções quanto aos ricochetes
Se forem tomadas as devidas precauções, a chance de ricochete ao atirar em alvos de aço é mínima. Os materiais dos quais o alvo e as balas são construídos devem ser escolhidos para fazer com que as balas se pulverizem com o impacto e, portanto, devem ser usados alvos de aço temperado e balas de núcleo de chumbo regulares ou balas com camisa de cobre. O aço não endurecido deve ser evitado para uso em alvos, e a munição com propriedades de perfuração de armadura (ou seja, núcleos de aço) também deve ser evitada.
Além disso, é importante sempre atirar nos alvos de aço em ângulo, tanto na direção vertical quanto na horizontal, para que qualquer ricochete atinja imediatamente o solo, longe do atirador. Essa inclinação do alvo também reduz a distorção do alvo de aço e prolonga sua vida útil. O aquecimento localizado, causando perda de dureza, também é reduzido. Além disso, não montar os alvos de maneira sólida, mas permitir balançar ou mover quando o tiro reduz a tensão no impacto. No entanto, há uma desvantagem em que os atiradores devem atirar apenas em alvos que não estão se movendo para evitar a redução acidental do ângulo de impacto e, portanto, possivelmente causando ricochetes.

## Material do alvo
Como medida de segurança, os alvos de aço devem ser feitos de aço temperado, mais resistente à deformação plástica do que o aço macio comum. Para alvos de aço, o aço deve ter um valor Brinell de 500 ou um pouco mais. Um produtor americano de alvos de aço afirma usar apenas aço com dureza superior a 500, na maioria das vezes entre 515 e 540. Eles também afirmam que o aço fica muito quebradiço se forem usados valores valores Brinell mais altos.  
O aço temperado está disponível em diferentes valores Brinell, e também estão disponíveis variantes de aço inoxidável. Uma marca comercial comum nos Estados Unidos para aço temperado é AR500.

## Processamento do alvo de aço
Muitas oficinas têm as ferramentas para fabricar alvos de aço a partir de aço temperado, mas é importante que seja feito corretamente. Por exemplo, cortadores a jato de água ou cortadores a laser são preferidos, mas cortadores a plasma podem ser usados. Hoje em dia, o processamento com CNC tem sido o preferido. Por outro lado, rebarbadoras ou soldagem normal danificam o endurecimento. Brocas endurecidas também são necessárias para fazer furos em alvos de aço temperado. Tudo isso, por que apesar de algumas afirmações erradas, o aço AR500 (o mais usado para essa finalidade), não é endurecido à superfície. Ele é endurecido de dentro para fora, necessitando portanto, uma atenção especial no acabamento final.

## Espessura e distância ao alvo
A espessura ideal para o alvo depende da distância prevista para tiro, qualidade do aço, calibre, tipo e velocidade da bala. Projéteis de alta velocidade penetram mais facilmente alvos de aço, o que significa que projéteis mais rápidos, mesmo de calibres ou diâmetros relativamente pequenos, têm maior probabilidade de perfurar um alvo. Sendo assim, existem tabelas simplificadas associando a espessura do aço do alvo ao calibre da arma que vai disparar contra ele.
Os fabricantes recomendam pelo menos 1/4 polegadas (6,35 milímetros) de espessura com valor Brinell de 500 para disparos de pistola com calibres comuns como 9 mm, 0,40 S&W e 0,45 ACP, com uma distância de segurança de 10 jardas (9,14 metros). Para tiro de espingarda, os fabricantes recomendam pelo menos 3/8 polegadas (9,53 milímetros) de aço Brinell 500, e distâncias diferentes de acordo com o calibre usado. Para calibres como .223 e .308, são necessários pelo menos 100 jardas (91,4 metros) para uma vida útil longa. Para calibres maiores e mais rápidos, como 22-250, 30-06, 300 Win Mag ou .338 Lapua, recomenda-se 200 jardas (183 metros) ou mais. No entanto, os alvos geralmente podem ser atingidos de muito perto, sem problemas, desde que os ângulos adequados sejam mantidos.

## Escolha do projétil
Os núcleos de chumbo ou de outro material frangível são os preferidos, pois são pulverizados com impacto de alta velocidade e o pó será espalhado para os lados do alvo. No entanto, as balas com núcleos duros (como aço ou "bi-metal") não são pulverizadas e podem penetrar ou ricochetear, tornando-as potencialmente perigosas. Como o chumbo não é magnético, os organizadores da competição podem usar um ímã para verificar a presença de um núcleo ferromagnético. As balas com camisa de cobre funcionam bem com alvos de aço, desde que sejam seguidas as diretrizes de distância mínima.

## Fixação
Correntes e argolas produzem o melhor som e são o método mais popular para fixar alvos suspensos. Seções da antiga mangueira do corpo de bombeiros são populares, por razões de longevidade. As cordas se rompem rapidamente, mas outra alternativa que dura bastante tempo são as câmaras dos pneus. Mais recentemente, a opção de pendurar os alvos usando braços de metal vem se popularizando, pois duram bem mais.

## Uso em competições

### Hunter Field Target
No Hunter Field Target (HFT), esse tipo de alvo é mandatório, sendo portanto amplamente consumido pelos praticantes dessa modalidade, existindo uma grande variedade de opções.

### Tiro prático
No tiro prático, administrado pela IPSC, são usados alvos de papelão e aço. Alvos de aço padronizados, chamados "poppers", são frequentemente usados, mas outras disposições e formatos podem ser usados desde que cumpram as regras. Os tamanhos menores para alvos respectivamente circulares e quadrados, tanto para rifle quanto para pistolas, são 15 cm ø / 15x15 cm, enquanto os maiores alvos permitidos para pistolas são 30 cm ø / 30x30 cm e para rifles 30 cm ø / 45x30 cm.

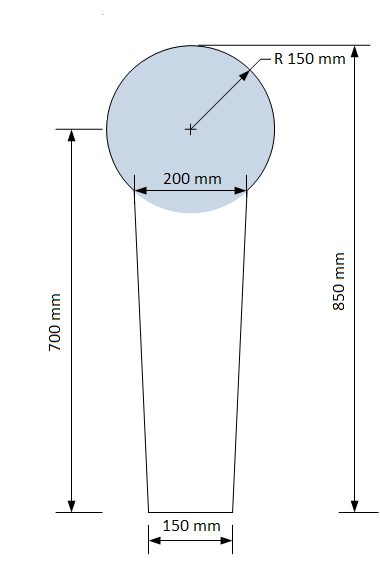
O IPSC "Popper" (anteriormente conhecido como "Classic Popper").
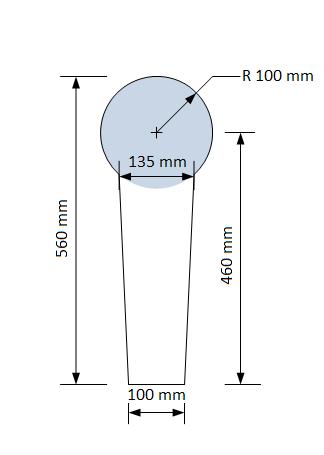
O IPSC "Mini Popper" (anteriormente conhecido como "Classic Mini Popper").
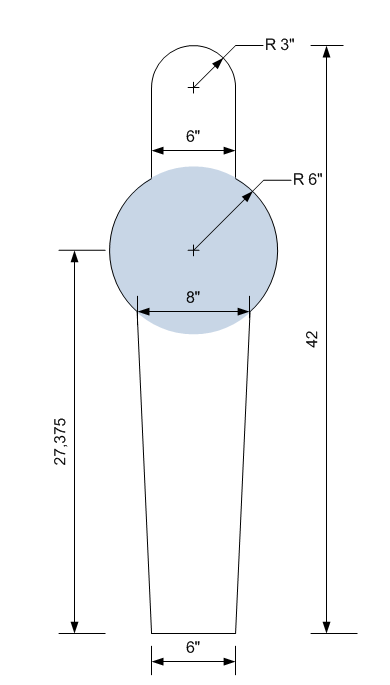
O "Pepper Popper", hoje obsoleto.
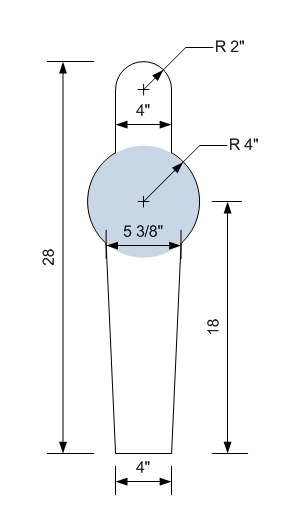
O "Mini Pepper Popper", hoje obsoleto.

### Biatlo
No biatlo, são utilizados alvos de aço auto-indicativos que mudam de preto para branco quando atingidos, dando ao biatleta e aos espectadores feedback visual instantâneo para cada tiro disparado. O alvo é colocado a 50 metros e tem um diâmetro de 45 mm quando o tiro for na posição pronado e 115 mm quando o tiro for na posição em pé. Isso se traduz em tamanhos de alvo angulares de cerca de 1 e 2,5 mrad, respectivamente.

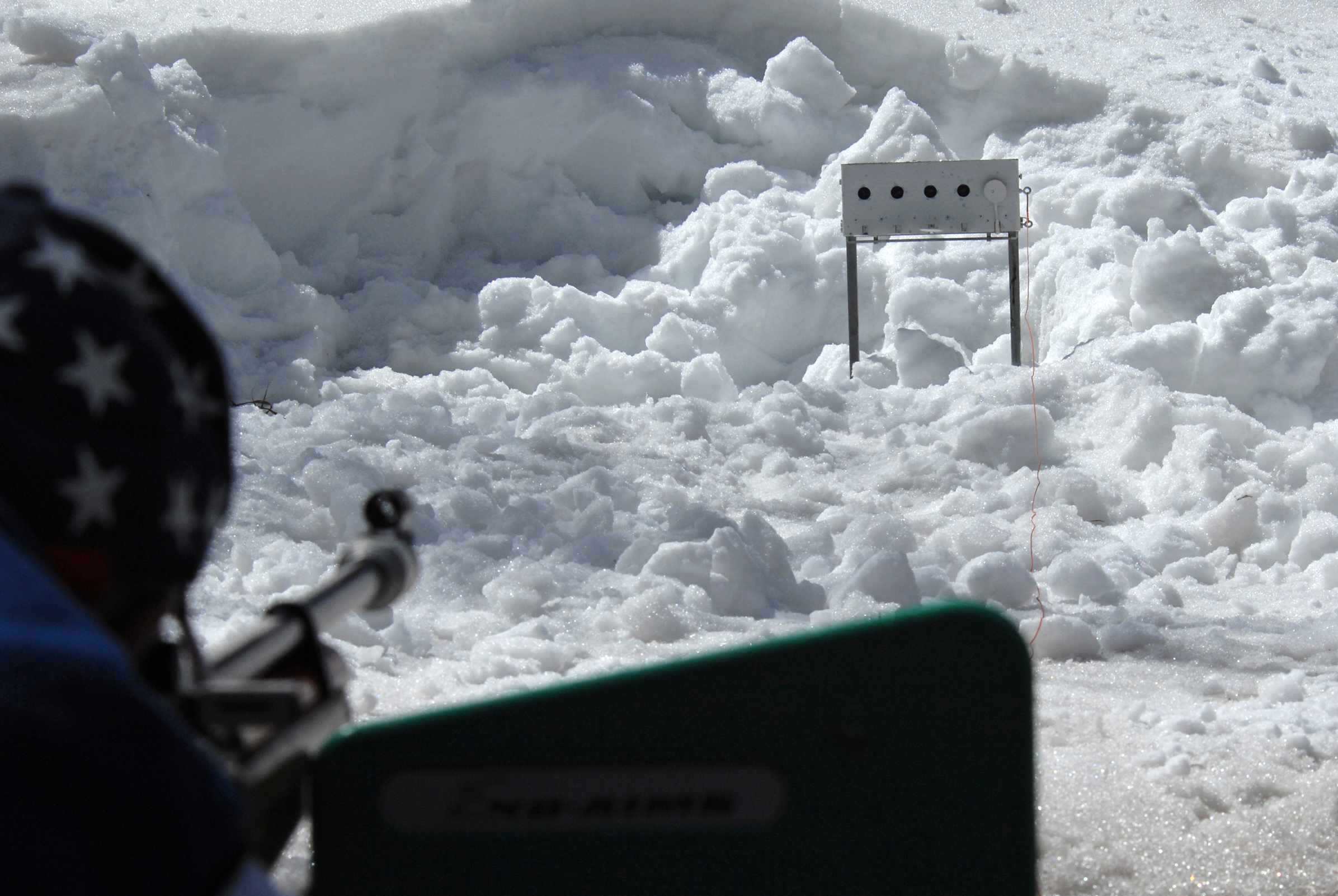
Exemplo de um alvo auto-indicativo usado no biatlo desde 1980.
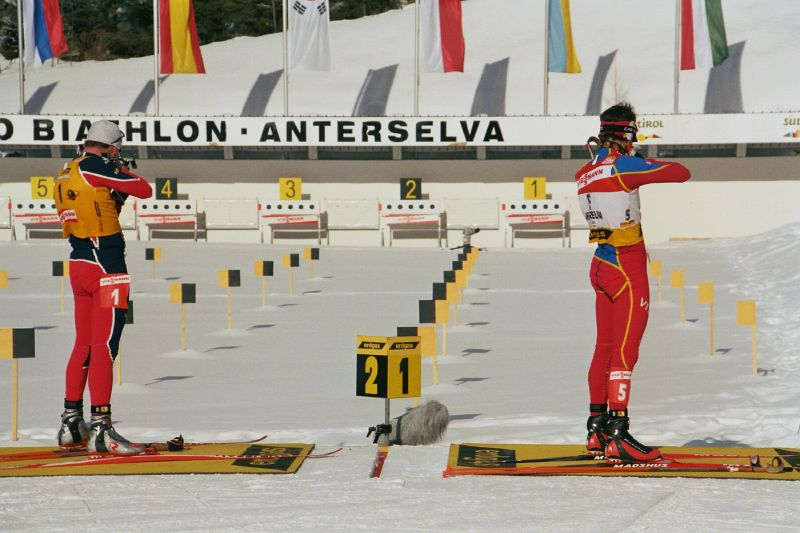
Os alvos da competição de biatlo de 2006.